# Строганов, Сергей Николаевич
Барон Сергей Николаевич Строганов (16 апреля 1738 — 28 августа 1771) — действительный статский советник из рода Строгановых.

## Биография
Представитель дворянского рода Строгановых. Второй сын барона Николая Григорьевича Строганова (1700—1758) и Прасковьи Ивановны Бутурлиной (1708—1758). Братья — Григорий и Александр.
Родился в апреле 1738 года в Москве. В 1755 году поступил в чине сержанта в лейб-гвардии Измайловский полк; с января 1764 года — секунд-ротмистр (затем ротмистр) лейб-гвардии Конного полка. В дальнейшем — бригадир и действительный статский советник.
В 1762 и 1763 годах после раздела отцовских имений Сергей Строганов получил во владение: часть в Усольских, Ленвенским и Чусовских соляных промыслах (9 труб, 13 варниц, 9 амбаров), 5 сёл, Пожевский завод, 7 939 крепостных мужского пола в Пермской губернии, Московском, Переяславском, Алатырском, Каширском, Арзамасском, Алексинском и Нижегородском уездах.
В августе 1771 года 33-летний барон Сергей Строганов скончался в Санкт-Петербурге и был похоронен на Лазаревском кладбище в Александро-Невской лавре.

## Семья и дети

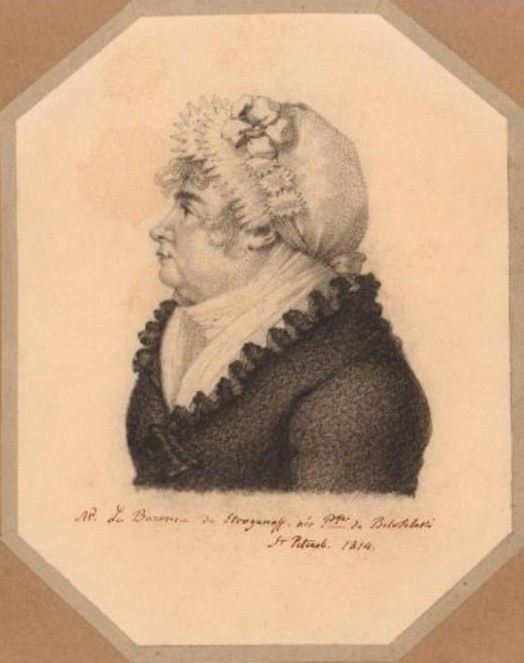
Наталия Михайловна

Первая жена (с 11.11.1761) — Прасковья Григорьевна Бутакова (23.10.1743—1763), фрейлина императрицы Елизаветы Петровны (1709—1761), дочь камер-юнкера Григория Ивановича Бутакова. Их дочь:
- Прасковья (13.09.1762—06.03.1764)[1].

Вторая жена (с 19.01.1766) — княжна Наталия Михайловна Белосельская (1743—1819), фрейлина, дочь вице-адмирала, князя Михаила Андреевича Белосельского (1702—1755) от второй жены его княгини Наталии Григорьевны, урождённой графини Чернышовой (1711—1760). Венчались в Москве церкви Симеона Столпника на Поварской. По словам Вигеля, Строганова была «святая женщина, пример всех христианских добродетелей». Занималась гравированием. Некоторые её работы хранятся в Эрмитаже. Овдовев, в мае 1773 года продала 1/9 имений покойного мужа (Пожевский завод с рудниками и деревнями, часть Чусовских, Ленвенских, Новоусольских, Зырянских и Орловских соляных промыслов) в Кунгурском и Соликамском уездах Пермской губернии за 300 000 рублей сенатору В. А. Всеволожскому. В браке имела сыновей:
- Михаил (26.10.1767—27.02.1768)
- Александр (1771—1815), гофмаршал, действительный камергер.